# Franz Sales Günter

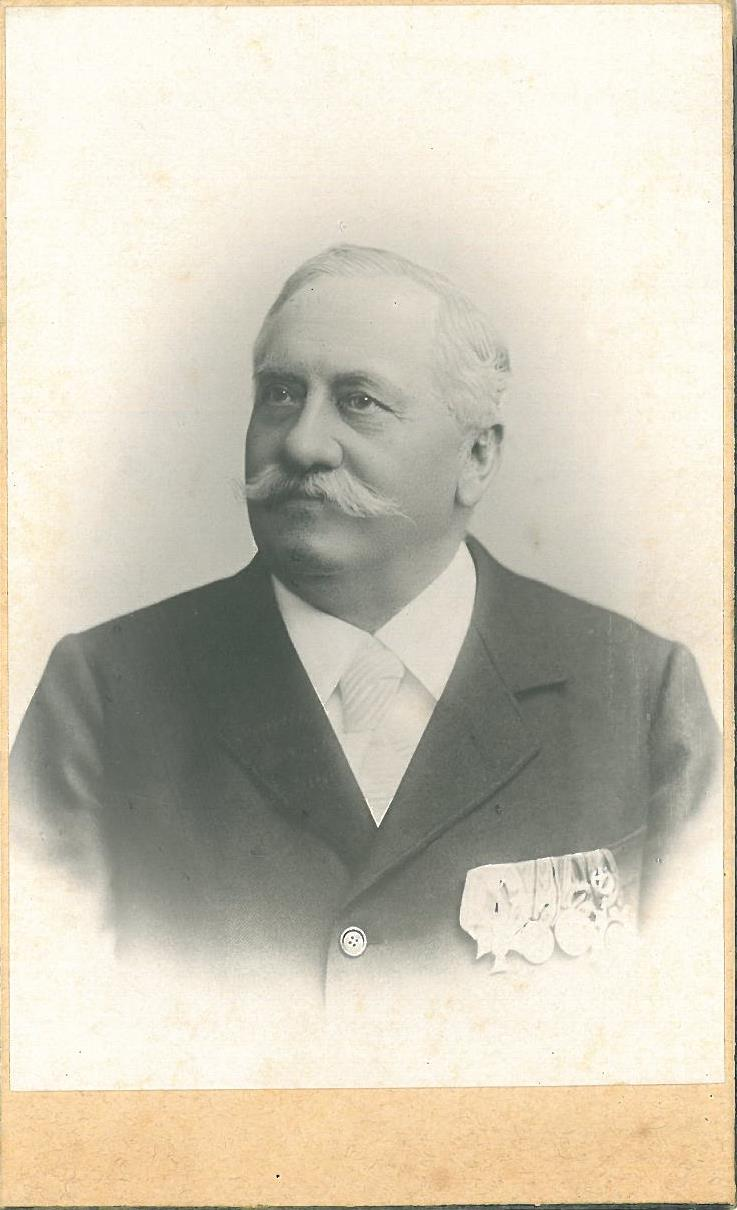
Franz Günter als Stadtschultheiß von Oberndorf am Neckar, ca. 1890 (Bildvorderseite)

Franz Sales Günter (* 9. November 1830 in Schelklingen bei Ulm; † 1. September 1901 in Oberndorf am Neckar) war ein deutscher Verwaltungsaktuar und Stadtschultheiß.

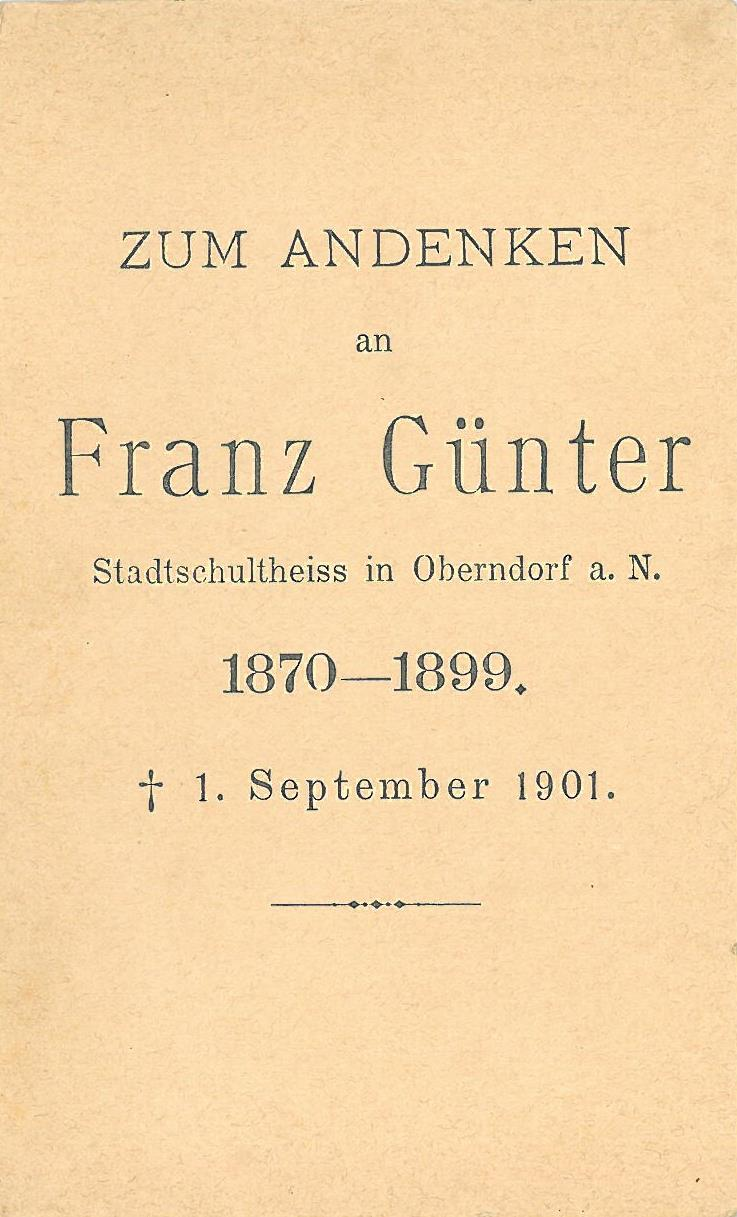
Franz Günter als Stadtschultheiß von Oberndorf am Neckar, ca. 1890 (Bildrückseite)

## Leben und Wirken
Franz Sales Günter wurde als Sohn des Bäckers Joseph Günter geboren. Am 15. Dezember 1854 bezeugt das Stadtschultheißenamt Schelklingen „dem Revisionsassistenten Franz Günter, geboren am 9. Nov. 1830, Sohn des hiesigen Bürgers und Bekers Josef Günter, welcher sich um die Oberamtsspahrkaßenkaßier-Stelle in Schorndorf bewerben will, daß er ein ganz gutes Prädikat hat, daher ihm die fragliche Stelle deshalb mit Ruhe übertragen werden kann“.
Franz Sales Günter war bereits seit 1855 als Verwaltungsaktuar in den Gemeinden des Oberamts Oberndorf a.N. tätig. Nach seiner Wahl zum Stadtschultheißen am 19. November 1870 übte er die Position eines Verwaltungsaktuars auch zusätzlich zu seinem neuen Amt aus.
Am 19. November fand die neue Stadtschultheißenwahl statt, nachdem der bisherige Schultheiß Jacob vom Amt resignieren und in den Staatsdienst eintreten wollte. Von den 299 Wahlberechtigten votierten 199 für den Verwaltungsaktuar Günter und 65 für den Verwaltungsaktuar Mauch. „Nach der Wahl wurde ihm vom Stadtrat ein fixes Jahresgehalt von 576 fl und eine Personalzulage von 100 fl ausgesetzt“. Am 11. Dezember 1870 erhielt Günter das Bürgerrecht der Stadt Oberndorf a.N.
Günters Amtszeit als Stadtschultheiß währte ganze 29 Jahre lang bis 1899. In seine Amtszeit fällt die Gründung der Waffenfabrik Mauser. Der folgende Wirtschaftsaufschwung der Stadt durch Großaufträge aus dem Inland und auch aus Serbien und der Türkei, weiterhin die allgemein hervorragende Verwaltung der Stadt durch Günter, wurden bereits zu seinen Lebzeiten gewürdigt: So wurde ihm 1883 die Goldene Zivilverdienstmedaille verliehen. Der württembergische König verlieh ihm ferner die Silberne Jubiläumsmedaille und der türkische Sultan, Oberhaupt des Osmanischen Reiches, den Osmanje-Orden 4. Klasse.
Am 2. Mai 1898 verübte der 53 Jahre alte, frühere und jetzt arbeitslose Fabrikarbeiter in der Waffenfabrik Mauser, Philipp Gottlob Großmann, ein Pistolenattentat auf Franz Günter. Ohne besonderen Grund, vielleicht aus Enttäuschung, schoss der Täter am Spätnachmittag aus kurzer Entfernung auf Günter, welcher auf dem Heimweg vom Rathaus war. Die Kugel streifte lediglich Günters linke Schläfe, ohne größere Verletzungen zu hinterlassen. Der Täter, welcher keinen Widerstand leistete, wurde sofort festgenommen und verhört. Großmann machte im Verhör völlig verwirrte Angaben. Der zugezogene Arzt stellte eine fortgeschrittene Geisteskrankheit fest. Der Täter berichtete, dass er in seiner Jugend von seiner Familie lieblos behandelt und vom Vater oft geschlagen worden war. Aufgrund der ärztlichen Äußerung verzichtete das Gericht auf eine Anklage und wies Großmann in die Heilanstalt Zwiefalten ein.
„Im Jahre 1898 reichte Schultheiß Günter, der schon seit einiger Zeit an einer Krankheit laborierte, ein Gesuch um Versetzung in den Ruhestand ein, dem entsprochen wurde, zumal er inzwischen ein Alter von 68 Jahren erreicht hatte. Auf den 22. Februar 1899 wurden die Neuwahlen ausgeschrieben (…)“. Wenige Zeit nach seiner Pensionierung verstarb er am 1. September 1901 in Oberndorf a.N. im Alter von 71 Jahren. Seine Frau Pauline ließ ihn bereits sechs Jahre früher als Witwer zurück: Sie starb in Oberndorf a.N. am 10. November 1895 im Alter von 62 Jahren.
Franz Sales Günter verheiratete sich in Stuttgart am 11. Oktober 1859 mit Pauline Karoline Pfäfflin (1833–1895) aus Rommelshausen (Kernen im Remstal bei Waiblingen), Tochter des Johann Gottlieb Friedrich Pfäfflin, Schultheiß in Rommelshausen und der Louise Mathilde geborene Veiel. In der Ehe wurden drei Kinder geboren: der Erstgeborene Ottmar Emil Otto (geboren in Oberndorf a.N. am 7. Juli 1860) wurde Oberamtspfleger in Oberndorf a.N. Das zweite Kind Amelie Sophie Julie Adolphine (geboren in Oberndorf a.N. am 28. Oktober 1861) heiratete am 12. Mai 1917 den Bezirksnotar von Oberndorf a.N. Ferdinand Schaidle. Das dritte Kind Arthur Erich schließlich (geboren in Oberndorf a.N. am 4. Juni 1874) heiratete am 28. Mai 1901 Maria Sophia Theresia Pfeffer.